# Калник

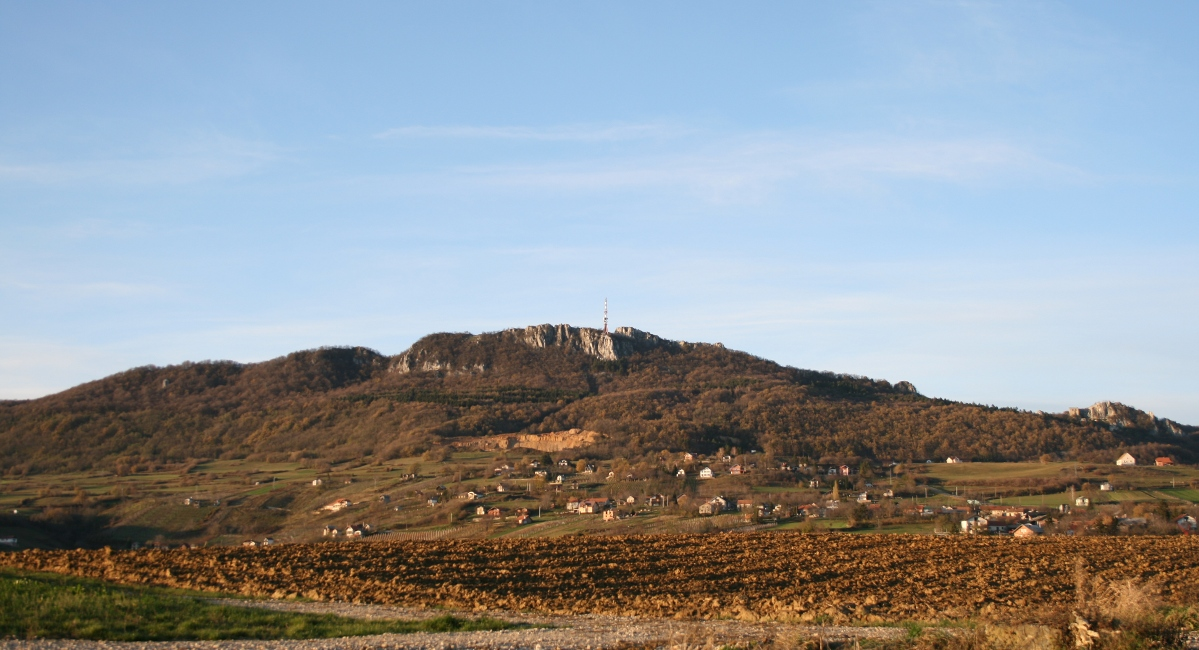
Вранилац — высочайшая вершина Калника

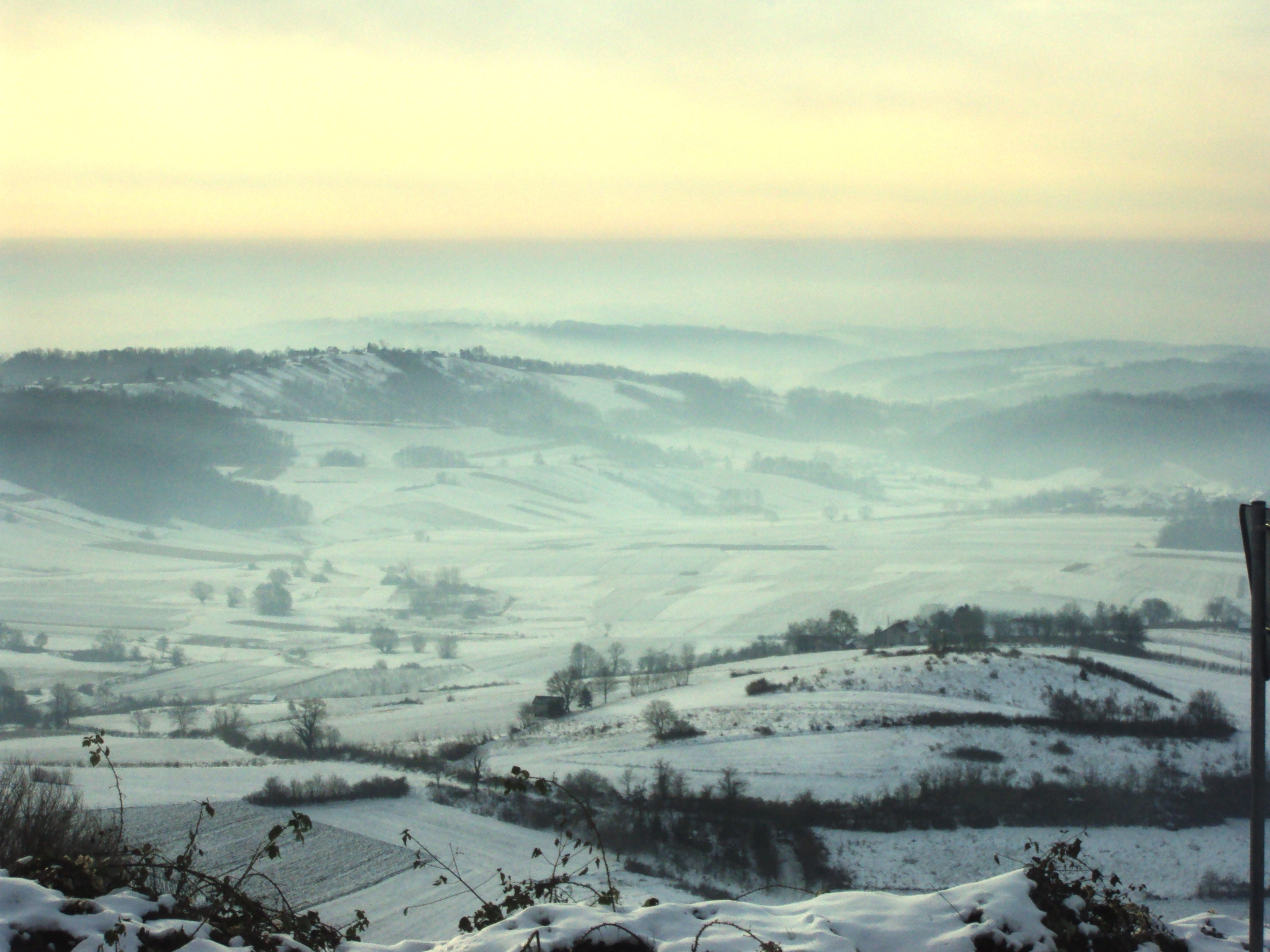
Калник зимой

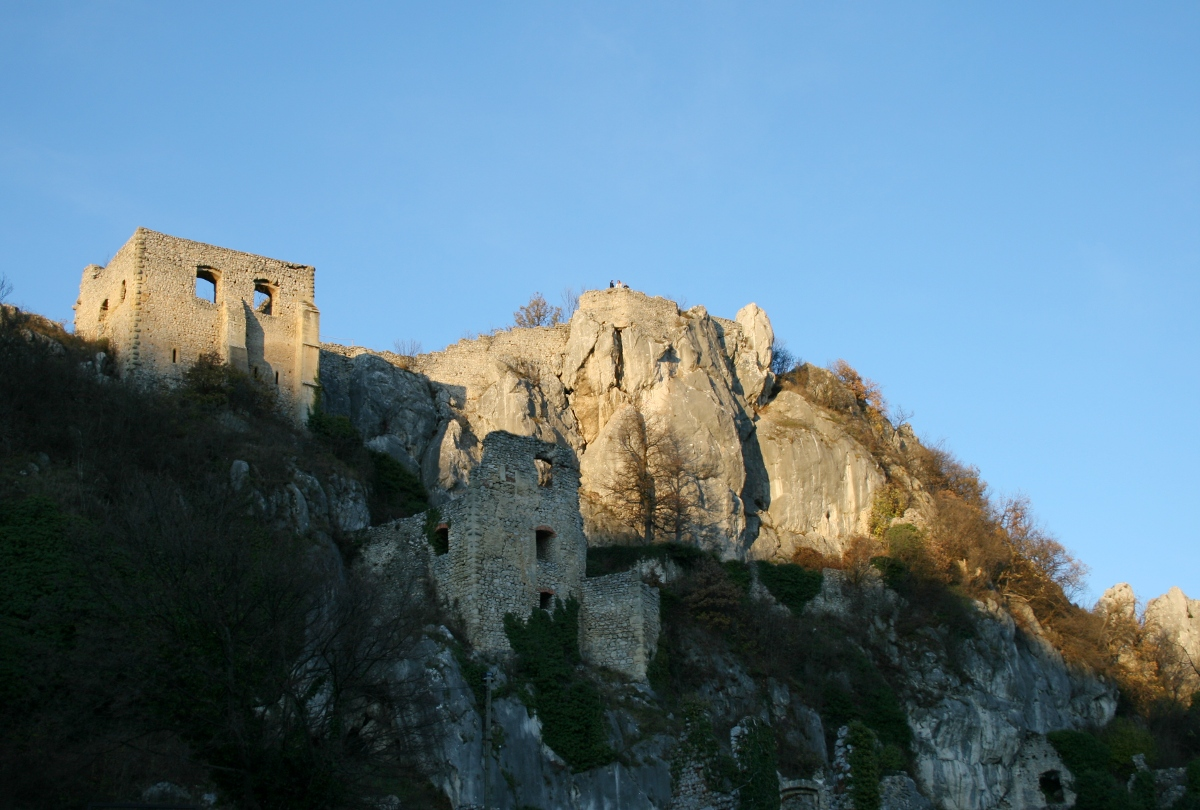
Развалины крепости Велики-Калник

Ка́лник (хорв. Kalnik) — холмистая гряда в Хорватском Загорье, на севере Хорватии, в Вараждинской и Копривницко-Крижевацкой жупании.

## География
Гряда ориентирована с юго-запада на северо-восток. На юго-западной оконечности примыкает к хребту Иваншчица, по перевалу между Иваншчицей и Калником возле города Нови-Мароф проложена автострада A4. Северо-восточная оконечность Калника находится между городами Лудбрег и Копривница, Калиник здесь переходит в низменную Подравинскую равнину. К западу от гряды находится город Нови-Мароф, к северу — Вараждинске-Топлице и Лудбрег, к востоку — Копривница.
Склоны холмов Калиника в значительной степени покрыты лесом, основу которого составляют бук и дуб. В массиве проложены тропы для туристов. Территория является популярным местом для прогулок и активного отдыха на природе.
Высочайшие вершины Калника:
- Вранилац (Vranilac) — 643 м
- Пеца (Peca) — 624 м
- Вуклец (Vuklec) — 572 м
- Люба-Вода (Ljuba voda) — 546 м
- Подревец (Podrevec) — 544 м
- Шкринья (Škrinja) — 504 м
- Пуста-Барбара (Pusta Barbara) — 460 м

На вершине Вранилац находится телепередающая вышка. К северу от деревни Калник на высоте около 500 метров над уровнем моря находятся руины крепости Велики-Калник, построенной в XIII веке во времена короля Белы IV.